# Konrad Krajewski

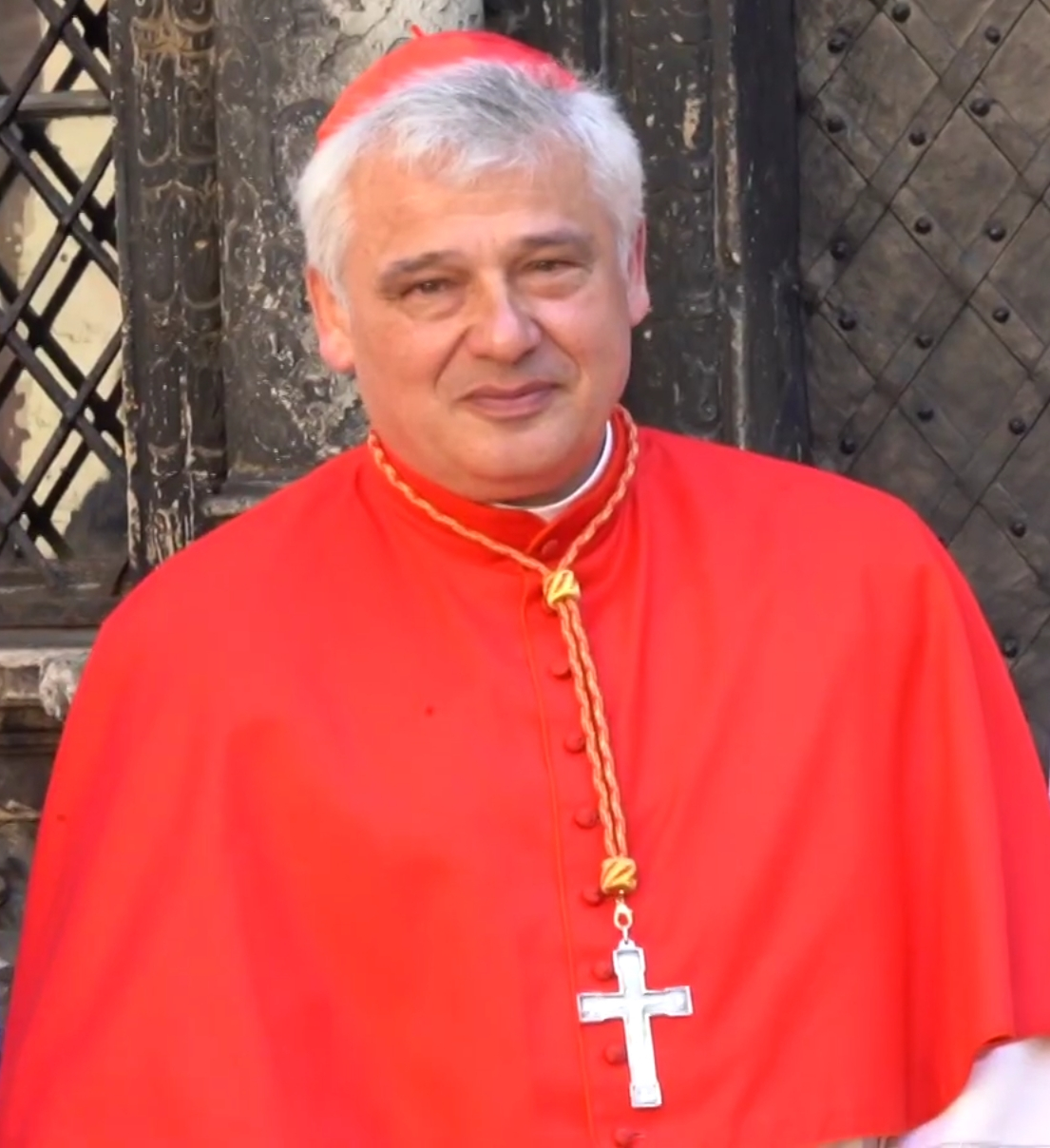
Konrad Kardinal Krajewski (2020)

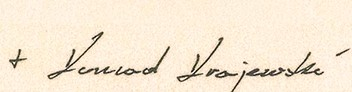
Signatur von Konrad Krajewski als Titularerzbischof (zw. 2013 und 2018)

Kardinalswappen von Konrad Krajewski

Konrad Kardinal Krajewski (* 25. November 1963 in Łódź, Polen) ist ein polnischer Geistlicher und Kurienkardinal der römisch-katholischen Kirche.

## Leben
Krajewski studierte ab 1982 im Priesterseminar von Łódź und empfing am 11. Juni 1988 die Priesterweihe. 1990 ging er nach Rom, um seine Studien am Institut Sant’Anselmo fortzusetzen. 1995 erwarb er einen Abschluss in Theologie mit Spezialisierung auf Liturgie. Er kehrte nach Polen zurück und wurde Zeremonienmeister des Erzbistums Łódź. 1997 begleitete er Papst Johannes Paul II. bei dessen Reise nach Polen. Seit 1998 lebt er in Rom und war bis zu seiner Ernennung zum Päpstlichen Almosenier Zeremoniar beim Amt für die Liturgischen Feiern des Papstes. Johannes Paul II. verlieh ihm 2003 den Titel Ehrenprälat Seiner Heiligkeit (Monsignore).
Papst Franziskus ernannte Krajewski am 3. August 2013 zum Päpstlichen Almosenier und zum Titularerzbischof von Beneventum. Die Bischofsweihe spendete ihm der Präsident des Governatorates der Vatikanstadt, Giuseppe Kardinal Bertello, am 17. September desselben Jahres; Mitkonsekratoren waren der Präsident des Päpstlichen Komitees für die Eucharistischen Kongresse, Erzbischof Piero Marini, und der Alterzbischof von Łódź, Władysław Ziółek.
Im Konsistorium vom 28. Juni 2018 nahm ihn Papst Franziskus als Kardinaldiakon mit der Titeldiakonie Santa Maria Immacolata all’Esquilino in das Kardinalskollegium auf. Am 6. Oktober desselben Jahres ernannte ihn der Papst zum Mitglied des Dikasteriums für die ganzheitliche Entwicklung des Menschen und am 1. Juni 2022 zum Mitglied der Kongregation für den Gottesdienst und die Sakramentenordnung. Kardinal Krajewski war Teilnehmer am Konklave 2025.
Im Februar 2019 erregte er Aufmerksamkeit, als er die Totenmesse für einen in Rom gestorbenen polnischen Obdachlosen feierte. Im Mai 2019 reaktivierte er als Almosenmeister des Papstes eigenmächtig die Stromversorgung in einem ohne Genehmigung seit 2013 von derzeit bis zu 500 Menschen besetzten Gebäude in der Nähe der Kirche Santa Croce in Gerusalemme in Rom, indem er persönlich in den Verteilerschacht stieg und die Sicherungsplomben entfernte. Er beging damit nach italienischem Recht eine Straftat und wurde vom Netzbetreiber wegen Stromdiebstahls angezeigt. Die Menschen, ungefähr 100 davon Kinder, hatten wegen nicht bezahlter Rechnungen eine Woche lang keinen Strom. Krajewski kündigte an, die Kosten bzw. die Stromrechnung für die Bewohner des Hauses übernehmen zu wollen.
Als Reaktion auf den russischen Überfall auf die Ukraine schickte Papst Franziskus im März 2022 Krajewski als Sondergesandten in die Ukraine, begleitet von Kardinal Michael Czerny, dem Leiter des päpstlichen Büros für Migration, Caritas, Gerechtigkeit und Frieden. Auf seiner vierten Mission geriet er am 17. September 2022 in der Nähe des Atomkraftwerkes von Saporischschja unter direkten russischen Beschuss. Einige Tage später besuchte er die Massengräber im Wald von Isjum. Die Gegend war erst kurz vorher von den russischen Besatzungstruppen verlassen worden. Daraufhin fand man dort die menschlichen Überreste von etwa 500 Toten.